# 新潟大学脳研究所
新潟大学脳研究所（にいがただいがくのうけんきゅうじょ）は、新潟大学に設置されている研究所（共同利用・共同研究拠点）である。
国立大学附置研究所では唯一、脳を研究対象にした施設である。基礎研究のみならず、神経病理、神経内科、脳神経外科の臨床分野も有する特色的な研究所である。3基幹部門（8講座）と、2附属センター（統合脳機能研究センター・生命科学リソース研究センター）からなる。神経内科学分野と脳神経外科学分野は、新潟大学医歯学総合病院に診療科を開設している。初代所長は中田瑞穂教授。

## 沿革
- 1957年（昭和32年） - 医学部附属脳外科研究施設が設置された。
- 1967年（昭和42年） - 医学部附属脳外科研究施設が脳研究所に昇格した。
- 2007年（平成19年） - 脳研究所創立50周年記念祝賀会を挙行した。

## 組織

### 基礎神経科学部門
- 分子神経生物学分野
- 細胞神経生物学分野
- システム脳生理学分野

### 病態神経科学部門
- 病理学分野
- デジタル病理学分野
- 分子病態学（客員）分野

### 臨床神経科学部門
- 脳神経外科学分野
- 神経内科学分野

### 生命科学リソース研究センター
- バイオリソース研究部門
- 脳科学リソース研究部門

## 診療活動
神経内科学分野と脳神経外科学分野は、新潟大学医歯学総合病院に診療科を開設している。
病理学分野は神経病理診断を行っている。

## 大学院教育
新潟大学脳研究所は、新潟大学医学部医学科、歯学部と共に新潟大学大学院医歯学総合研究科を構成し、修士課程・博士課程の学生を積極的に受け入れている。

## 新潟大学脳研究所共同研究拠点国際シンポジウム
共同利用・共同研究拠点事業として、国際シンポジウムを平成22年度から毎年開催している。第10回までは脳研究所内で開催されていたが、2021年2月19日開催の第11回からはZoomによるオンライン開催となっている。2024年3月24日に開催された第14回は4年ぶりに現地のみの開催となった。

### 過去のシンポジウムのテーマ
- 第11回: From single cell to systems neuroscience
- 第12回: The Old and New Crossroads of Microorganisms and Neurodegeneration
- 第13回: State-of-the-Art of Brain Pathological PET Imaging and Future Prospects[1]
- 第14回: ALS/FTD: in-depth understanding and up-to-date

## 在籍する研究者
- 小野寺理
- 澁木克栄
- 中田力
- 池内健
- 柿田明美
- 島田斉
- 春日健作
- 石原智彦
- 須貝章弘
- 小池佑佳
- 金澤雅人
- 佐治越爾